# Sundatrigona moorei
Sundatrigona moorei är en biart som först beskrevs av Schwarz 1937.  Sundatrigona moorei ingår i släktet Sundatrigona, och familjen långtungebin. Inga underarter finns listade.

## Beskrivning
Tidigare delades arten, bland annat av den japanske entomologen Shoichi F. Sakagami, upp i två former (som ibland betraktades som skilda arter, Trigona (Tetragona) moorei och Trigona (Tetragona) matsumurai): Den förstnämnda formen var mycket liten, med en längd på litet drygt 3 mm, en vinglängd på knappt 4 mm, svarta ben och antenner samt en bakkropp som även den var svart med undantag för en smal, vitaktig till blekgul tvärstrimma på första tergiten (bakkroppssegmentet), och en likadant färgad spets på bakersta tergiten. Den andra formen var något längre, 4 till 4,5 mm med en vinglängd på drygt 4 mm, ljusare med mörkröda antenner, mörkbruna ben och rödbrun bakkropp. Numera har man konstaterat övergångsformer mellan de två färgvarieteterna, och de anses därför allmänt vara synonymer.

## Ekologi
Släktet Sundatrigona tillhör de gaddlösa bina, ett tribus (Meliponini) av sociala bin som saknar fungerande gadd. De har dock kraftiga käkar, och kan bitas ordentligt.

## Utbredning
Sundatrigona moorei är en sydöstasiatisk art som förekommer i Singapore, Malaysia (Sarawak) och Indonesien